# コテジ

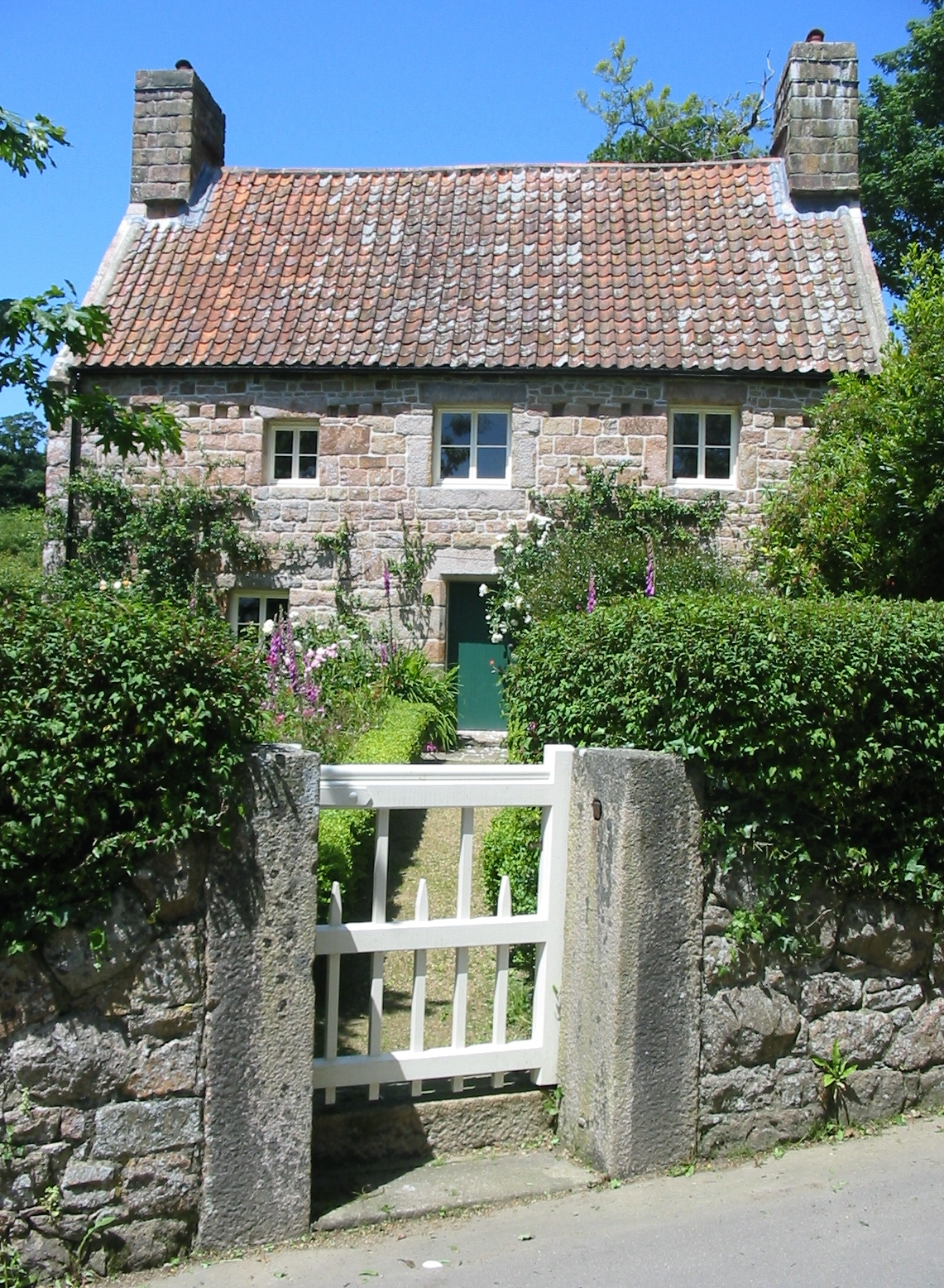
イングランドのジャージー州に存在するコテジ
ナショナル・トラストに登録されている。

コテジ（cottage）とは、近代においては田舎に建設された比較的小規模であるがこぎれいな建物をさす。建築学における用語としてはコテジが用いられるが、一般的にはコテージと称されることが多い。

## 歴史
中世におけるコテジは、本来は農民や労働者の住居であった。この語は、中世における農奴を意味するコッター（cotter）に由来する。比較的大きな農家には、メスウィッジ（"messuages"）が用いられる。この時代のコテジ （ラテン語 "cotagium"）は、住居だけでなく農業作業に必要な納屋と庭も含まれていた。
ジョージ王朝期のイングランドにおいて盛んに建設された、自然の不規則な景観を取り込んで造られる風景式庭園のピクチャレスクな景観においては、カントリー・ハウスの周囲に設けられた庭園に、朴訥な田舎を思わせるコテジを配置した。これには小作農たちを住ませることもあった。このような庭園の例としては、初代ハーコート伯爵サイモン・ハーコートの建設したニューナム・コートや、建築家ジョン・ナッシュの設計によりブレイズ・カースル・ハウス周辺に建設された、ブレイズ・ハムレットが代表作に挙げられる。このように、邸宅の装飾として用いられたコテジをコテジ・オルネー（cottage orné）と称する。
産業革命による生活の向上によって、中流階級も都市の郊外に別荘としてのコテジを建設するようになった。このようなコテジの人気によって、「パタン・ブック」と称されるコテジの写真、図面を集めた書籍が多数出版された。この例としては、ジョン・ブロウの『田園建築』、ジョン・ソーンの『建築デザイン集』、ジョン・ラウドンの『コテジ・ファーム・ヴィッラの建築、家具辞典』などがある。これらの書籍は、開拓時代の北アメリカにおける建築に大きな影響を与えた。
今日の北アメリカにおいては、コテジは都市生活者が週末や夏に訪れる別荘を意味する。 多くは自然の豊かな湖や海岸線に設けられており、釣り、ハイキング、セイリングなどが楽しめる。 町中においても、コテージ・スタイルの家屋が存在する。また、カナダにおいては家屋の大きさに関係なく用いられる。

## 著名なコテジ
- オークハースト・コテジ（英語版）
- ビショップ・アズベリー・コテジ（英語版）
- ラ・トローブズ・コテジ（英語版）
- ノッカーン（英語版）
- ウィリー・ロットのコテージ
- クレイヴン・コテージ
- ブロン・イ・アー